# Yasuhiro Yamamura
Yasuhiro Yamamura (山村 泰弘 Yamamura Yasuhiro?), född 18 augusti 1976 i Aichi prefektur, är en japansk före detta fotbollsspelare.
Yamamura började sin karriär 1999 i Ventforet Kofu. 2000 flyttade han till Mito HollyHock.